# Podocalixina
La Podocalixina, una sialoglicoproteina, è probabilmente il principale costituente del glicocalice dei podociti e ricopre i pedicelli di queste cellule. Ha una carica elettrica negativa e, quindi, mantiene separati i pedicelli adiacenti, permettendo che la barriera di filtrazione del glomerulo rimanga aperta. 